# Sovětská liga ledního hokeje 1947/1948
Sezóna 1947/1948 byla 2. sezonou Sovětské ligy ledního hokeje. Mistrem se stal tým CDKA Moskva.
Spartak Kaunas sestoupil. Ze 2. ligy postoupil tým Dzeržinec Čeljabinsk.

## Konečné pořadí
| #  | Tým                  | Z  | V  | R | P  | Sk.    | B  |
| -- | -------------------- | -- | -- | - | -- | ------ | -- |
| 1  | CDKA Moskva          | 18 | 16 | 1 | 1  | 108-25 | 33 |
| 2  | Spartak Moskva       | 18 | 14 | 2 | 2  | 87-30  | 30 |
| 3  | Dynamo Moskva        | 18 | 11 | 4 | 3  | 91-37  | 26 |
| 4  | Dinamo Riga          | 18 | 11 | 2 | 5  | 81-48  | 24 |
| 5  | Dynamo Leningrad     | 18 | 7  | 3 | 8  | 64-64  | 17 |
| 6  | Křídla Sovětů Moskva | 18 | 7  | 2 | 9  | 49-62  | 16 |
| 7  | VVS MVO              | 18 | 5  | 5 | 8  | 43-56  | 15 |
| 8  | Dynamo Tallinn       | 18 | 4  | 1 | 13 | 34-90  | 9  |
| 9  | Dzeržinec Leningrad  | 18 | 3  | 1 | 14 | 31-119 | 7  |
| 10 | Spartak Kaunas       | 18 | 0  | 3 | 15 | 29-86  | 3  |